# Sid Hemphill
Pour les articles homonymes, voir Hemphill.
Sid Hemphill (1876 - 1963) est un multi-instrumentiste de blues américain, qui dirige son propre groupe de cordes, principalement dans le Mississippi. Il enregistre deux sessions pour Alan Lomax en 1942 et en 1959.

## Biographie
Né Sidney Hemphill à Pleasant Mount ou à Como  dans le comté de Panola, Mississippi, Hemphill est un musicien aveugle et bricoleur d'instruments, fils d'un esclave violoniste. Formé en tant que multi-instrumentiste, il joue aussi bien du violon, du banjo, de la guitare, de la guimbarde, du piano, de l'orgue, de la flûte de pan et du fifre, et écrit aussi des chansons,. Hemphill et son groupe de cordes, composé d'Alex "Turpentine" Askew (guitare), Lucius Smith (1884-1980, banjo) et Will Head (violon), jouent une combinaison de blues, de musique populaire et de negro spirituals à destination d'un public noir et blanc, principalement dans le Nord du Mississippi. Ce même groupe est également identifié comme un groupe de fife and drums, avec une musique imprégnée de la tradition du tambour militaire européen et des influences des tamas polyrythmiques africains. Selon l'écrivain de blues Jared Snyder, le jeu d'Hemphil est très syncopé et présente le lien le plus étroit avec la musique africaine traditionnelle. 
Le folkloriste et ethnomusicologue Alan Lomax se rend à Senatobia à la recherche d'Hemphill, après qu'un chef d'orchestre à plectre local le lui ait dépeint comme le « sanglier musicien des montagnes », le proclamant également comme « le meilleur musicien du monde ». Le 15 août 1942, Lomax enregistre 22 chansons et une interview pour la bibliothèque du Congrès avec Hemphill et son groupe à Sledge, dans le Mississippi. Bien que le groupe se soit présenté comme un ensemble de cordes, pour ces enregistrements, ils jouent du fifre et des percussions. Lomax enregistre une deuxième session avec Hemphill en 1959,.
La critique musicale Amanda Petrusich note dans un article pour Pitchfork que « le travail d'Hemphill incorpore des éléments des traditions les plus connues du Mississippi Hill country blues (un blues de guitare bourdonnant maîtrisé par Fred McDowell, R. L. Burnside et Junior Kimbrough, combiné à la musique fife and drums pratiquée par Othar Turner, Napoleon Strickland et Hemphill lui-même) », qui diffère du Delta blues voisin. Sa chanson la plus connue, The Eighth of January, sert de la base au tube de Johnny Horton, The Battle of New Orleans. 
Hemphil meurt en 1963, n'ayant jamais enregistré de son vivant aucune de ses chansons à des fins commerciales. Néanmoins, ses deux sessions sur le terrain avec Lomax sont rendues plus accessibles depuis la sortie de la compilation The Devil's Dream en 2013. D'autres membres de la famille Hemphill sont également devenus musiciens, dont sa fille Rosa Lee Hill et sa petite-fille Jessie Mae Hemphill, une guitariste pionnière.

## Discographie
- 2013 : The Devil's Dream[11] (Mississippi/Change Records), sélection de 15 enregistrements de 1942 par Alan Lomax.
- 2002 : Field Recordings Vol.15 1941-1942 "Rock Me Shake Me", compilation comprenant 7 titres et/ou interview d'Hemphill et Alec Askew.
- 2000 : Afro-American Folk Music from Tate and Panola Counties, Mississippi (Rounder Records), contient 4 titres d'Hemphill ou Lucius Smith.